# 611586 Tsartlip
611586 Tsartlip è un asteroide della fascia principale esterna. Scoperto nel 2007, presenta un'orbita caratterizzata da un semiasse maggiore pari a 3,112939 UA e da un'eccentricità di 0,141472, inclinata di 7,120082° rispetto all'eclittica.
La Tsartlip First Nation è una delle cinque tribù che compongono la Saanich Nation, situata sulla costa occidentale del Canada.